# 47th (línea Verde)
47th es una estación en la línea Verde del Metro de Chicago. La estación se encuentra localizada en 314 East 47th Street en Chicago, Illinois. La estación 47th fue inaugurada el 15 de agosto de 1892.  La Autoridad de Tránsito de Chicago es la encargada por el mantenimiento y administración de la estación.

## Descripción
La estación 47th cuenta con 2 plataformas laterales y 2 vías. 

## Conexiones
La estación es abastecida por las siguientes conexiones: 
- Rutas del CTA Buses: #47 47th